# Canton d'Orgelet
Le canton d'Orgelet est une ancienne division administrative française, située dans le département du Jura et la région Franche-Comté.

## Administration

### Conseillers d'arrondissement (de 1833 à 1940)
| Période                                  | Période          | Identité                           | Étiquette          | Qualité |
| ---------------------------------------- | ---------------- | ---------------------------------- | ------------------ | --- |
| 1833                                     | 1833 (démission) | Louis Alexandre Darbon (1790-1851) |                    | Propriétaire, géomètre-arpenteur, maire d'Orgelet (1833-1834)                                               |
| 1833                                     | 1836             | M. Gacon                           |                    | Propriétaire à Orgelet                                                                                      |
| 1836                                     | 1848             | Ferréol Babey (1778-1852)          |                    | Avocat à Orgelet, propriétaire à Revigny                                                                    |
|                                          |                  |                                    |                    | |
| av.1892                                  |                  | Jean Charles Lucien Wishoffe       | Libéral            | Négociant tanneur à Orgelet                                                                                 |
|                                          |                  |                                    |                    | |
| 1919                                     | 1925             | M. Gay                             | Union républicaine | |
| 1925                                     | 1931             | Lucien-Fernand Verguet             | Rad.               | Fabricant à Saint-Claude                                                                                    |
| 1931                                     | 1934             | Henri Faton                        | URD                | Industriel à Dompierre-sur-Mont                                                                             |
| 9 décembre 1934                          | 1940             | Marius Leduc                       | URD-PDP            | Maire de Cressia                                                                                            |
| 1940                                     |                  |                                    |                    | Les conseils d'arrondissement ont été suspendus par la loi du 12 octobre 1940 et n'ont jamais été réactivés |
| Les données manquantes sont à compléter. |                  |                                    |                    | |

### Conseillers généraux de 1833 à 2015
| Période | Période      | Identité                                                                           | Étiquette                 | Qualité                                                                                             |
| ------- | ------------ | ---------------------------------------------------------------------------------- | ------------------------- | --------------------------------------------------------------------------------------------------- |
| 1833    | 1845         | Antonin Papillon                                                                   |                           | Président du Tribunal de Lons-le-Saunier                                                            |
| 1845    | 1848         | Albert Tissot de Mérona (1793-1854)                                                |                           | Ancien secrétaire d'ambassade, maire de Mérona                                                      |
| 1848    | 1852         | Joseph Vuillemenot                                                                 |                           | Propriétaire, maire d'Orgelet (1847)                                                                |
| 1852    | 1861         | Pierre Louis Jeannez                                                               |                           | Procureur Impérial au Tribunal de Lons-le-Saunier                                                   |
| 1861    | 1862         | Charles Gacon                                                                      |                           | Maire d'Orgelet (1861-1862)                                                                         |
| 1862    | 1874         | Henri Charles Nicolas Tissot de La Barre de Mérona (1821-1902, fils dA. de Mérona) |                           | Avocat - Maire de Mérona                                                                            |
| 1874    | 1880         | Joseph Menouillard                                                                 | Républicain               | Docteur en médecine à Orgelet                                                                       |
| 1880    | 1886         | Camille Prost                                                                      | Républicain               | Banquier à Lons-le-Saunier                                                                          |
| 1886    | 1891         | Louis Chavet                                                                       | Républicain               | Cultivateur et tanneur Maire d'Orgelet (1881-1891)                                                  |
| 1891    | 1919         | Marius Vernier                                                                     | Républicain               | Sellier Maire d'Orgelet (1896-1928)                                                                 |
| 1919    | 1932 (décès) | Louis Gauthier                                                                     | PRS-URD                   | Médecin à Orgelet                                                                                   |
| 1932    | 1934         | Armand Verguet                                                                     | Rad.                      | Fabricant de tuyaux Maire d'Orgelet (1929-1941)                                                     |
| 1934    | 1940         | Henri Faton                                                                        | URD                       | Industriel à Dompierre-sur-Mont, conseiller d'arrondissement Nommé conseiller départemental en 1943 |
|         |              |                                                                                    |                           | |
| 1945    | 1951         | Luc Dotte (1901-1998)                                                              | PCF                       | Cultivateur à Rothonay                                                                              |
| 1951    | 1981 (décès) | Pierre Futin (1909-1981)                                                           | Rad.-RGR puis RI puis UDF | Commerçant Maire d'Orgelet (1950-1981), conseiller régional                                         |
| 1981    | 1982         | Joseph Michel                                                                      | PS                        | |
| 1982    | 2008         | Gérard Perrier                                                                     | DVD                       | Chef d'entreprise de transports Maire d'Orgelet (1981-2001)                                         |
| 2008    | 2015         | Michel Balland                                                                     | PS                        | Professeur des écoles Ancien maire de Dompierre-sur-Mont                                            |

## Composition
Le canton d'Orgelet comprenait les vingt-trois communes suivantes :
| Nom                 | Code Insee | Intercommunalité               | Superficie (km2) | Population (dernière pop. légale) | Densité (hab./km2) |
| ------------------- | ---------- | ------------------------------ | ---------------- | --------------------------------- | ------------------ |
| Orgelet (chef-lieu) | 39397      | CC Terre d'Émeraude            | 23,11            | 1 561 (2014)                      | 68                 |
| Alièze              | 39007      | CC Terre d'Émeraude Communauté | 5,86             | 153 (2014)                        | 26                 |
| Arthenas            | 39021      | CC du Val de Sorne             | 6,71             | 158 (2014)                        | 24                 |
| Beffia              | 39045      | CC Terre d'Émeraude Communauté | 5,17             | 73 (2014)                         | 14                 |
| Chambéria           | 39092      | CC Terre d'Émeraude Communauté | 14,67            | 165 (2014)                        | 11                 |
| Chavéria            | 39134      | CC Terre d'Émeraude Communauté | 10,22            | 244 (2014)                        | 24                 |
| Cressia             | 39180      | CC Terre d'Émeraude Communauté | 14,99            | 267 (2014)                        | 18                 |
| Dompierre-sur-Mont  | 39200      | CC Terre d'Émeraude Communauté | 7,37             | 246 (2014)                        | 33                 |
| Écrille             | 39207      | CC Terre d'Émeraude Communauté | 5,25             | 89 (2014)                         | 17                 |
| Essia               | 39215      | CC de la Région d'Orgelet      | 4,86             | 75 (2014)                         | 15                 |
| Marnézia            | 39314      | CC Terre d'Émeraude Communauté | 4,97             | 93 (2014)                         | 19                 |
| Mérona              | 39324      | CC Terre d'Émeraude Communauté | 2,97             | 11 (2014)                         | 3,7                |
| Moutonne            | 39375      | CC Terre d'Émeraude Communauté | 3,99             | 130 (2014)                        | 33                 |
| Nancuise            | 39380      | CC Terre d'Émeraude Communauté | 5,21             | 40 (2014)                         | 7,7                |
| Onoz                | 39394      | CC Terre d'Émeraude Communauté | 14,85            | 82 (2014)                         | 5,5                |
| Pimorin             | 39420      | CC Terre d'Émeraude Communauté | 10,29            | 192 (2014)                        | 19                 |
| Plaisia             | 39423      | CC Terre d'Émeraude Communauté | 5,31             | 120 (2014)                        | 23                 |
| Présilly            | 39443      | CC Terre d'Émeraude Communauté | 11,23            | 124 (2014)                        | 11                 |
| Reithouse           | 39455      | CC Terre d'Émeraude Communauté | 4,84             | 65 (2014)                         | 13                 |
| Rothonay            | 39468      | CC Terre d'Émeraude Communauté | 12,98            | 129 (2014)                        | 9,9                |
| Sarrogna            | 39504      | CC Terre d'Émeraude Communauté | 19,87            | 229 (2014)                        | 12                 |
| La Tour-du-Meix     | 39534      | CC Terre d'Émeraude Communauté | 13,42            | 233 (2014)                        | 17                 |
| Varessia            | 39544      | CC de la Région d'Orgelet      | 1,83             | 36 (2014)                         | 20                 |

## Démographie
| 1975  | 1982  | 1990  | 1999  | 2006  | 2011  | 2012  |
| ----- | ----- | ----- | ----- | ----- | ----- | ----- |
| 3 983 | 3 907 | 4 051 | 4 171 | 4 437 | 4 560 | 4 535 |